# How You Like That
〈How You Like That〉是韩国女子组合BLACKPINK于2020年6月26日发布的单曲，是该组合首张正规韩语专辑《THE ALBUM》的先导单曲，该专辑于2020年10月2日发行。歌曲由泰迪·朴及Danny Chung共同创作，泰迪·朴、R·Tee和24共同制作。 歌曲融合流行、嘻哈及陷阱元素，教导人们“不要被黑暗的情况吓倒，失去再度站起来的自信和力量”。
随附音乐视频由徐贤成执导，歌曲发行当天同步上线Blackpink的YouTube频道，一上线便打破YouTube多项纪录，包括首播视频观看人数最多的视频、发布后24小时内观看人数最多的视频（期间共计8630万次）、点击量破1亿、2亿和6亿最快的视频、点赞人数最多的视频（1700多万赞）。音樂錄音帶歷時504天，於2021年11月12日突破10億觀看次數，成為BLACKPINK最快突破10億觀看次數的音樂錄音帶。
歌曲获2020年MTV音乐录影带大奖最佳夏日歌曲奖、2020年Melon音乐大奖最佳女性舞蹈奖及2020年Mnet亚洲音乐大奖最佳女子组合舞蹈表演奖。商业成绩方面，歌曲登陆26国榜单，其中在韩国（Gaon榜和韩流百强单曲榜）、新加坡、匈牙利和马来西亚夺冠，还获得加拿大金唱片销量认证及日本的银唱片销量认证，专辑版则获得韩国的铂金认证。

## 背景与发行
2020年5月4日，报道指BLACKPINK已完成新专辑的录制工作，计划在当月晚些时候拍摄一段音乐视频。5月18日，YG娱乐更新计划动态，透露2020年6月将有一个新作品公布，同时表示组合的首张正规专辑将有超过10首歌。6月10日，YG娱乐在社交媒体发布单曲的先导海报，确认组合于6月26日回归。三天后，YG娱乐发布组合全新真人秀节目《24/365 with BLACKPINK》的序章，该节目于6月4日在YouTube上线。节目记录了组合回归的过程，分享她们日常的vlog。成员智秀在序章中表示，新歌会摆脱之前的“强劲”风格，更加“炫酷”。
6月15日，YG娱乐发布成员个人海报。翌日，全新先导海报首次透露单曲名称为〈How You Like That〉，而成员亮相的概念视频于6月18日和19日发布，翌日概念照公布，隔日先导视频公布。 组合官方先导海报于6月22日公布。音乐视频抢先版于6月24日发布。6月26日，经过一小时的倒计时暖场节目，歌曲正式上线。歌曲的CD单曲于7月27日发行，内附伴奏。

## 商业表现
Spotify上，歌曲凭借407.3萬次播放量空降全球榜第5名，打破女子组合在该榜单的空降记录，同时在美国凭借76.2万次播放位列第10位。翌日，歌曲在全球的排名晋升到第2名。美国地区新增4万次播放量，榜单名次升至第8。
在日本，单曲凭借约3,952份渠道合并销量空降《日本公告牌》百强单曲榜第17名，同时空降热门歌曲流媒体榜第23位、热门歌曲下载榜第19位。上首三日凭借8,219份下载销量及1,804,749次播放位列Oricon联合销量榜第24位。
韩国方面，单曲在Melon、Genie、NAVER、Bugs和Flo等主流音乐流媒体平台实现“大满贯”，其中在该国最大的音乐流媒体网站Melon实时榜单位列第1，是两年来首次有女子组合歌曲空降该榜冠军。此外，仅用了1天16个小时，歌曲便空降Gaon單曲榜第12位，并在次周升至第1位。
在巴西，歌曲打破2020年外语歌曲的流媒体记录，超越Lady Gaga和爱莉安娜·格兰德的〈让雨降临〉。在这个拉丁地区最大的市场，歌曲成为2020年空降成绩第四高的作品，也创下韩国组合在该国的最好榜单成绩。
在美国，歌曲与〈酸糖〉一同空降《告示牌》百强单曲榜第33位，刷新韩国女艺人在该榜的最高纪录。发行首周及上榜两周共卖出16,400份。此外歌曲还跻身奥地利、加拿大、爱沙尼亚、匈牙利、新西兰、英国和苏格兰榜前20。

## 音乐视频
歌曲的音乐视频由徐贤成执导，徐賢成之前曾执导过〈Ddu-Du Ddu-Du〉和〈Kill This Love〉。视频凭借166万同时在线观看数，成为YouTube首播观看次数最多的音乐视频。后来继续成为YouTube发布24小时内观看人数最多的视频，時間段內有8630萬次播放。视频也是YouTube史上播放量最快达到1亿的音乐视频，发布后约32小时便实现该记录。到2020年7月17日，视频上线三个星期，播放量超过3亿。同时凭借1300万次赞，成为最受喜歡的YouTube視頻，另外，该视频也在2020年MTV音乐录影带大奖上获得最佳夏日歌曲大奖。
然而，视频由于有影射印度象头神的镜头，在社交媒体引发风波。在涉事画面中，作为道具的象头神雕塑被放置在地面，许多歌迷认为这是文化挪用。有关画面后来被删走。

## 奖项
歌曲因创下24小时内观看次数最多的YouTube视频、24小时内观看次数最多的YouTube音乐视频、24小时内观看次数最多的YouTube韩国组合音乐视频、首播观看人数最多的YouTube视频、首播观看人数最多的YouTube音乐视频，被列入2020年吉尼斯世界纪录。
| 年份 | 颁发机构       | 奖项                                          | 参考   |
| ---- | -------------- | --------------------------------------------- | ------ |
| 2020 | 吉尼斯世界纪录 | 24小时内观看次数最多的YouTube视频             | [ 47 ] |
| 2020 | 吉尼斯世界纪录 | 24小时内观看次数最多的YouTube音乐视频         | [ 47 ] |
| 2020 | 吉尼斯世界纪录 | 24小时内观看次数最多的YouTube韩国组合音乐视频 | [ 47 ] |
| 2020 | 吉尼斯世界纪录 | 首播观看人数最多的YouTube视频                 | [ 47 ] |
| 2020 | 吉尼斯世界纪录 | 首播观看人数最多的YouTube音乐视频             | [ 47 ] |

| 节目               | 日期          | 参考   |
| ------------------ | ------------- | ------ |
| 《人气歌谣》       | 2020年7月5日  | [ 48 ] |
| 《人气歌谣》       | 2020年7月12日 | [ 49 ] |
| 《人气歌谣》       | 2020年7月19日 | [ 50 ] |
| 《Show Champion》  | 2020年7月8日  | [ 51 ] |
| 《Show Champion》  | 2020年7月15日 | [ 52 ] |
| 《Show Champion》  | 2020年7月29日 | [ 53 ] |
| 《M Countdown》    | 2020年7月9日  | [ 54 ] |
| 《M Countdown》    | 2020年7月16日 | [ 55 ] |
| 《音乐银行》       | 2020年7月10日 | [ 56 ] |
| 《音乐银行》       | 2020年7月31日 | [ 57 ] |
| 《Show! 音樂中心》 | 2020年7月11日 | [ 58 ] |
| 《Show! 音樂中心》 | 2020年7月18日 | [ 59 ] |
| 《Show! 音樂中心》 | 2020年7月25日 | [ 60 ] |

| 奖项       | 日期          | 参考   |
| ---------- | ------------- | ------ |
| 每周流行奖 | 2020年7月6日  | [ 61 ] |
| 每周流行奖 | 2020年7月13日 | [ 61 ] |
| 每周流行奖 | 2020年7月20日 | [ 61 ] |

| 年份 | 组织                 | 大奖                 | 结果 | 参考   |
| ---- | -------------------- | -------------------- | ---- | ------ |
| 2020 | APAN音乐奖           | 最佳音乐视频         | 獲獎 | [ 62 ] |
| 2020 | BreakTudo大奖        | 最佳外语音乐视频     | 獲獎 | [ 63 ] |
| 2020 | 我的尼克儿童频道大奖 | 最受欢迎外语热曲     | 提名 | [ 64 ] |
| 2020 | MTV音樂錄影帶大獎    | 最佳夏日歌曲         | 獲獎 | [ 45 ] |
| 2020 | 甜瓜音乐奖           | 最佳女性舞蹈         | 獲獎 | [ 65 ] |
| 2020 | 甜瓜音乐奖           | 年度歌曲             | 提名 | [ 65 ] |
| 2020 | Mnet亞洲音樂大獎     | 最佳女子组合舞蹈表演 | 獲獎 | [ 66 ] |
| 2020 | Mnet亞洲音樂大獎     | 年度歌曲             | 提名 | [ 66 ] |
| 2021 | Gaon排行榜音乐奖     | 年度歌曲（6月）      | 獲獎 | [ 67 ] |
| 2021 | 金唱片獎             | 数字歌曲部门         | 獲獎 | [ 68 ] |
| 2021 | 首爾歌謠大賞         | 本赏奖               | 提名 | [ 69 ] |

| 媒体             | 榜单                   | 排名   | 参考   |
| ---------------- | ---------------------- | ------ | ------ |
| Apple Music      | 2020年最佳韩国歌曲     | 不適用 | [ 70 ] |
| 《公告牌》       | 2020年百大歌曲         | 23     | [ 71 ] |
| 《公告牌》       | 2020年25大音乐视频     | 20     | [ 72 ] |
| 《公告牌》       | 2020年30大流行歌曲     | 不適用 | [ 73 ] |
| 《芝加哥論壇報》 | 2020年50大歌曲         | 不適用 | [ 74 ] |
| 《前音後果》     | 2020年50大歌曲         | 27     | [ 75 ] |
| 《洛杉磯時報》   | 2020年50大歌曲         | 不適用 | [ 76 ] |
| 《Paper杂志》    | 2020年40大韩国流行歌曲 | 19     | [ 77 ] |
| Pitchfork        | 2020年百大歌曲         | 98     | [ 78 ] |
| Uproxx           | 2020年最佳专辑         | 32     | [ 79 ] |
| 《Vogue》        | 2020年最佳音乐视频服装 | 不適用 | [ 80 ] |

## 制作名单
制作名单摘自〈How You Like That〉单曲CD内页和Tidal。
- 金智秀 – 主唱
- 金珍妮 – 主唱
- 朴彩英 – 主唱
- Lalisa – 说唱
- Danny Chung – 作词
- 泰迪·朴 – 作词、作曲
- R. Tee – 作曲
- 24 – 作曲

## 榜单表现
| 榜单（2020年）                       | 最高排名 |
| ------------------------------------ | -------- |
| 阿根廷（Argentina Hot 100）          | 47       |
| 澳大利亚（澳大利亚唱片业协会單曲榜） | 12       |
| 奥地利（Ö3四十强单曲榜）             | 55       |
| 巴西（巴西作曲家联盟）               | 3        |
| 加拿大（Canadian Hot 100）           | 11       |
| 捷克（百強數位單曲榜）               | 45       |
| 爱沙尼亚（爱沙尼亚四十强榜）         | 15       |
| 法国（法國唱片出版業公會單曲榜）     | 78       |
| 66                                   |          |
| 匈牙利（四十強單曲榜）               | 3        |
| 匈牙利（四十強串流榜）               | 12       |
| 愛爾蘭（愛爾蘭唱片音樂協會单曲榜）   | 26       |
| 日本（日本百强单曲榜）               | 8        |
| 日本（Oricon混合单曲榜）             | 24       |
| 马来西亚（馬來西亞唱片業協會）       | 1        |
| 荷兰（百强单曲榜）                   | 77       |
| 新西兰（新西兰唱片音乐协会单曲榜）   | 14       |
| 葡萄牙（葡萄牙唱片業協會单曲榜）     | 25       |
| 蘇格蘭（官方榜单公司單曲榜）         | 13       |
| 新加坡（新加坡唱片業協會）           | 1        |
| 斯洛伐克（百強數位單曲榜）           | 30       |
| 韩国（Gaon單曲榜）                   | 1        |
| 韩国（Gaon专辑榜）                   | 1        |
| 韩国（韓國流行音樂百強榜）           | 1        |
| 西班牙（西班牙音樂製作協會）         | 78       |
| 瑞典（瑞典最熱榜）                   | 92       |
| 瑞士（瑞士热门音乐榜）               | 50       |
| 英國（官方榜单公司單曲榜）           | 20       |
| 美国（《告示牌》百大單曲榜）         | 33       |
| 美国（《告示牌》世界單曲暢銷榜）     | 1        |
| 美国（《滾石》百大單曲榜）           | 17       |
| 委内瑞拉盎格鲁（Record Report）      | 4        |
| 委内瑞拉流行（Record Report）        | 21       |

| 榜单（2020年）             | 排名 |
| -------------------------- | ---- |
| 巴西（流媒体五十强歌曲榜） | 26   |
| 韩国（Gaon数字榜）         | 1    |

| 榜单（2020年）                     | 排名 |
| ---------------------------------- | ---- |
| 日本（日本百强单曲榜）             | 72   |
| 马来西亚（RIM）                    | 1    |
| 韩国（Gaon）                       | 16   |
| 排行榜（2021年）                   | 排名 |
| 全球（《公告牌》全球二百强单曲榜） | 185  |

## 销量认证
| 地區                                                   | 认证 | 认证单位/销量 |
| ------------------------------------------------------ | ---- | ------------- |
| 加拿大（加拿大音乐协会）                               | 金   | 40,000‡       |
| 专辑                                                   |      |               |
| 韓國（韓國音樂內容協會）                               | 白金 | 250,000^      |
| 流媒体                                                 |      |               |
| 日本（日本唱片協會）                                   | 银   | 30,000,000†   |
| ^僅含認證的出貨量 ‡僅含認證的+實際銷量 †僅含認證的銷量 |      |               |

## 发行历史
| 地区   | 日期          | 格式          | 厂牌      | 参考    |
| ------ | ------------- | ------------- | --------- | ------- |
| 多国   | 2020年6月26日 | CD单曲 流媒体 | YG 新視鏡 | [ 122 ] |
| 多国   | 2020年7月17日 | CD单曲        | YG 新視鏡 | [ 23 ]  |
| 意大利 | 2020年7月3日  | 當代流行電台  | 环球      | [ 123 ] |